# Ordre de bataille lors de la bataille de Jemappes
Pour un article plus général, voir Bataille de Jemappes.
 (avril 2025).
Si vous disposez d'ouvrages ou d'articles de référence ou si vous connaissez des sites web de qualité traitant du thème abordé ici, merci de compléter l'article en donnant les références utiles à sa vérifiabilité et en les liant à la section « Notes et références ».
Ce qui suit est l'ordre de bataille des troupes françaises lors de la bataille de Jemappes, qui eut lieu le 6 novembre 1792 lors de la première coalition.

## Ordre de bataille des troupes françaises
Général en chef : Charles François Dumouriez

### Aile droite - Avant-garde
Division Beurnonville (Aile droite - Avant-garde)
| - Brigade Dampierre - Compagnie de chasseurs des Quatre-Nations de Paris - Compagnie de chasseurs Cambrelots - 4 Compagnies de franche - 1er bataillon de la Légion de Belgique - 2e bataillon du 19e régiment d'infanterie de ligne - 1er bataillon de Grenadiers - 6e bataillon de Grenadiers - 10e bataillon de chasseurs - 14e bataillon de chasseurs - 1er bataillon de volontaires de Paris - 2e bataillon de volontaires de Paris - 3e bataillon de volontaires de Paris - 1er régiment de hussards (3 escadrons) - 2e régiment de hussards (3 escadrons) - 6e régiment de hussards (3 escadrons) - 3e régiment de chasseurs à cheval (3 escadrons) - 6e régiment de chasseurs à cheval (3 escadrons) - 12e régiment de chasseurs à cheval (2 escadrons) | - Brigade Miaczynski - 1er bataillon du 99e régiment d'infanterie de ligne - 5e bataillon de chasseurs - 5e régiment de dragons (2 escadrons) - 13e régiment de dragons (2 escadrons) | - Brigade Stengel - 11e bataillon de chasseurs - Garde nationale des Ardennes (3 bataillons) - Compagnie des Clémendos - 3e régiment de dragons (1 escadron) - 7e régiment de dragons (1 escadron) - 3 obusiers |

### Aile gauche - 1re ligne
Division Ferrand (Aile gauche - 1re ligne)
| - 1re brigade sous les ordres de François Richer Drouet - 17e bataillon des Fédérés Nationaux - 5e bataillon de volontaires de la Seine-Inférieure - 1er bataillon de volontaires de la Charente | - 2e brigade sous les ordres de Jean Daniel Pinet de Borde-Desforêts - 1er bataillon de volontaires de l'Aisne - 1er bataillon du 1er régiment d'infanterie de ligne - 8e bataillon de volontaires de Paris également appelé bataillon Sainte-Marguerite | - 3e brigade sous les ordres de Jacques Ferrand - 1er bataillon de volontaires de Vendée - 1er bataillon de volontaires de la Meurthe - 1er bataillon de volontaires des Deux-Sèvres | - 4e brigade sous les ordres de Louis-Théobald Ihler - 3e bataillon de volontaires de l'Yonne - 1er bataillon de volontaires de la Côte-d'Or - 2e bataillon de volontaires de la Haute-Vienne |

| - 5e brigade - 2e bataillon du 29e régiment d'infanterie de ligne - 17e bataillon de volontaires de Paris également appelé 1er bataillon des Gravilliers - 1er bataillon de volontaires des Côtes-du-Nord | - 6e brigade - 1er bataillon de volontaires d'Eure-et-Loir - 1er bataillon du 49e régiment d'infanterie de ligne - 9e bataillon des Fédérés Nationaux | - 7e brigade - 2e bataillon du 34e régiment d'infanterie de ligne - 18e bataillon de volontaires de Paris également appelé 1er bataillon des Lombards - 2e bataillon de volontaires de la Marne | - 8e brigade - 3e bataillon de volontaires de la Marne - 1er bataillon du 71e régiment d'infanterie de ligne - 1er bataillon de volontaires de Saint-Denis également appelé bataillon de Saint-Denis ou bataillon de Franciade, |

### Aile gauche - 2e ligne
Aile gauche - 2e ligne
| - 9e brigade sous les ordres de Pierre Louis de Blottefière - Bataillon de chasseurs de Paris également appelé bataillon de chasseurs républicains des Quatre-Nations - 2e bataillon du 83e régiment d'infanterie de ligne | - 10e brigade sous les ordres de Maximilien Ferdinand Thomas Stettenhoffen - 13e bataillon de volontaires de Paris également appelé bataillon de la Butte des Moulins, - 2e bataillon du 72e régiment d'infanterie de ligne | - 11e brigade - 5e bataillon de volontaires de la Meurthe - 2e bataillon du 78e régiment d'infanterie de ligne - 4e bataillon de volontaires de la Meuse | - 12e brigade - 1er bataillon de volontaires du Pas-de-Calais - 1er bataillon du 94e régiment d'infanterie de ligne - 9e bataillon de volontaires de Paris également appelé 9e bataillon Saint-Laurent ou 9e bataillon Saint-Martin |

| - 13e brigade - 1er bataillon de volontaires de la Marne - 1er bataillon de volontaires de Mayenne-et-Loire - 2e bataillon de volontaires de l'Eure | - 14e brigade - 1er bataillon de volontaires de la Nièvre - 1er bataillon de volontaires de l'Allier - 1er bataillon de volontaires de Seine-et-Marne | - 15e brigade - 1er bataillon de volontaires de Seine-et-Oise - 1er bataillon du 98e régiment d'infanterie de ligne - 1er bataillon de volontaires de la Seine-Inférieure | - 16e brigade - 3e bataillon de volontaires de Seine-et-Oise - 2e bataillon du 104e régiment d'infanterie de ligne - 1er bataillon de grenadiers volontaires de Paris |

### Réserve
Réserve sous le commandement du général Louis Charles de La Motte-Ango de Flers
- 2 escadrons de la Gendarmerie nationale
- Plusieurs bataillons de grenadiers
- 2e bataillon de volontaires des Basses-Alpes
- 2e bataillon de volontaires des Hautes-Alpes
- 3e bataillon de volontaires des Ardennes
- 4e bataillon de volontaires des Ardennes
- 1er bataillon de volontaires des Bouches-du-Rhône
- 2e bataillon de volontaires du Gard
- 2e bataillon de volontaires d'Ille-et-Vilaine
- 1er bataillon de volontaires du Loiret
- 2e bataillon de volontaires de la Meuse
- 1er bataillon de volontaires du Nord
- 1er bataillon de volontaires de l'Yonne
- 2e bataillon de volontaires de l'Yonne